# طبقه متوسط روبه‌بالا

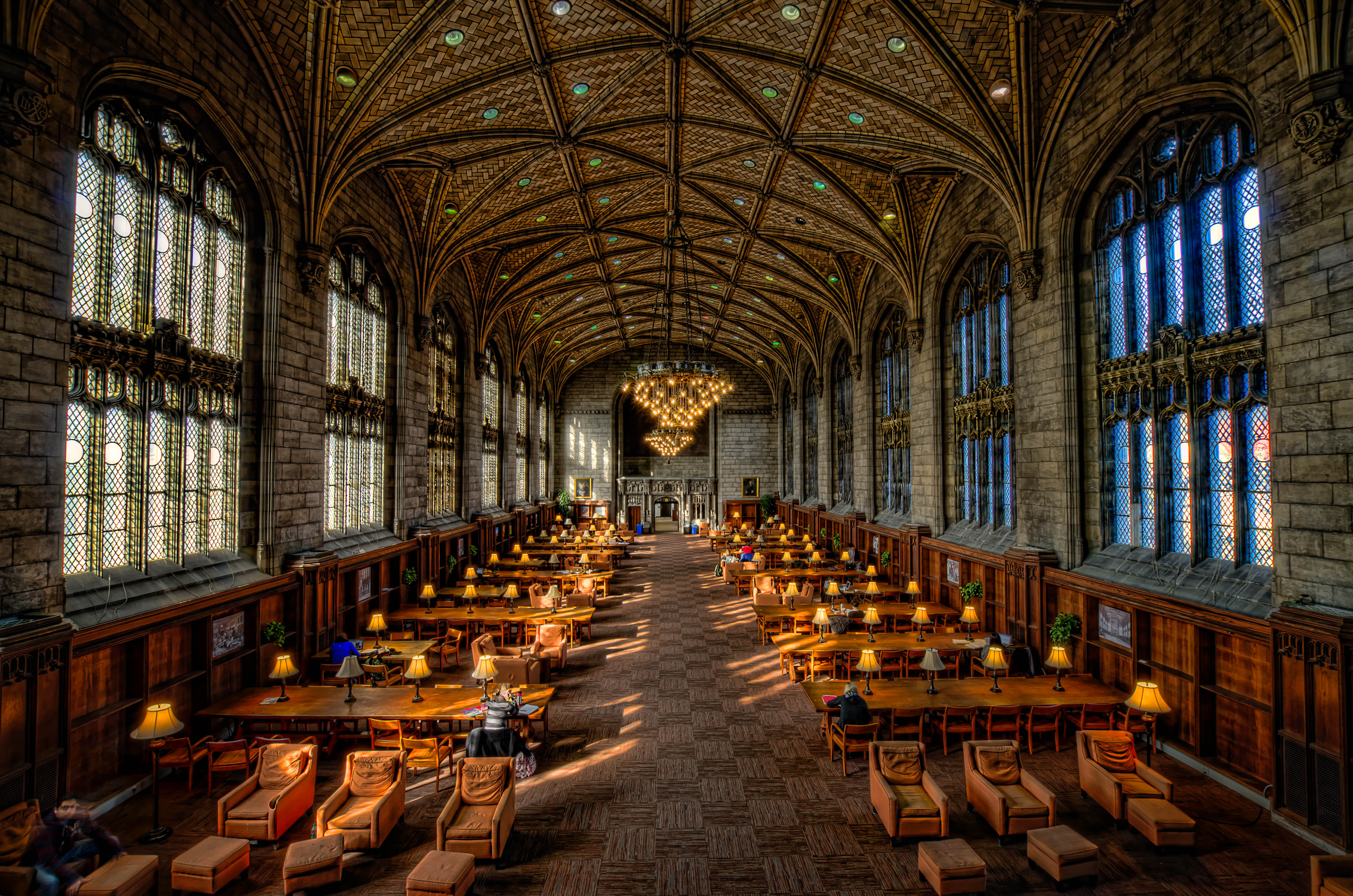
آموزش عالی یکی از بارزترین ویژگی‌های طبقهٔ متوسط روبه‌بالا است.

در جامعه‌شناسی، طبقهٔ متوسط روبه‌بالا گروهی اجتماعی است که از اعضای بالاتر طبقهٔ متوسط تشکیل شده‌است.